# Starbucks
Starbucks è una catena multinazionale di caffè statunitense fondata a Seattle nel 1971.
I punti vendita di Starbucks vendono esclusivamente la propria marca di caffè (macinato o in grani), tè, bevande, pasticcini, utensili e macchine da caffè, ma l'obiettivo principale dell'azienda è quello di "fornire un'esperienza al consumatore", vale a dire offrire ai propri clienti un servizio unico che non troverà nei caffè di un'altra marca.

## Storia
Il primo negozio Starbucks fu aperto il 30 marzo 1971 a Seattle, da tre ragazzi che frequentarono l'Università di San Francisco: Jerry Baldwin, un insegnante di inglese, Zev Siegl, un insegnante di storia, e Gordon Bowker, uno scrittore. La svolta arrivò da un'idea di Howard Schultz, storico amministratore delegato, riconosciuto ormai come il vero fondatore della famosa catena. L'azienda prese il suo nome dal primo ufficiale di coperta di Moby Dick, dopo aver considerato i nomi di "Cargo House" e "Pequod", sempre presi dallo stesso romanzo; inoltre, sia Bowker che Terry Heckler, che possedevano un'agenzia pubblicitaria, pensavano che le parole che iniziavano con "st" davano più enfasi al nome stesso, tanto da aver creato un elenco con tutte le parole che iniziavano con "st".
Dopo varie decisioni sul nome della nuova azienda, Bowker venne a sapere di una città mineraria, chiamata "Starbo", situata a Catena delle Cascate che immediatamente gli fece ricordare il nome di "Starbuck". In un'intervista, Bowker affermò: «Moby-Dick non aveva nulla a che vedere con Starbucks, era solo una coincidenza che dal suono si dava già un senso alla parola stessa.» Durante questo periodo, l'azienda produceva solo chicchi di caffè interi, senza mai produrre il classico caffè da vendere. Gli unici caffè presenti nel negozio erano dei campioni gratuiti. Durante il loro primo anno di attività acquistavano i chicchi di caffè esclusivamente dalla Peet's Coffee & Tea, iniziando solo più tardi a comprarli direttamente dai coltivatori. Il primo negozio presso il 2000 Western Avenue di Seattle, dal 1971 al 1976, successivamente venne trasferito al 1982 Pike Place. Nel 1989 la catena contava già 46 punti di distribuzione negli Stati Uniti.
Il 31 dicembre 2012, Starbucks ha acquisito Teavana con un accordo di $ 620 milioni. Oltre al classico locale, Starbucks ha sviluppato un particolare concept store, la "Roastery"; la prima è stata aperta a Seattle nel 2013. Starbucks prevede di aprire 20 o 30 spazi simili, tra cui uno a Shanghai inaugurato nel dicembre 2017. Il gruppo prevede inoltre di aprire ulteriori "Roastery", ma con il marchio "Starbucks Reserve brand", con un logo diverso da quello dei caffè tradizionali. A Seattle e Shanghai è seguita, il 6 settembre 2018, Milano. Ulteriori punti vendita di questo concept sono stati aperti a Chicago, New York e Tokyo.

## Termini
Seguono alcuni termini tratti dalla lingua italiana e usati in Starbucks per denominare alcuni prodotti. I tre iniziali sono un'invenzione di Starbucks, le ultime tre sono parole regolarmente usate per individuare tipi di caffè.
- Una tazza piccola viene chiamata tall, una media viene chiamata grande, mentre quella più grande viene chiamata venti.
- Latte (per indicare il caffellatte)
- Solo e doppio espresso
- Caffè macchiato
- Cappuccino

## Diffusione
Al febbraio 2023, Starbucks conta 36 171 negozi in tutto il mondo, distribuiti in 83 Paesi. Di questi, il 61% sono situati negli Stati Uniti o in Cina, i restanti altrove.
In Europa le caffetterie Starbucks sono molto diffuse, soprattutto nelle grandi metropoli come Parigi, Madrid, Berlino o Londra, così come in molti centri minori.
| America - Stati Uniti – 15 952 - Canada – 2 359 - Messico – 531 - Brasile – 122 - Argentina – 100 - Cile – 91 - Perù – 81 - Porto Rico – 25 - Colombia – 24 - Uruguay – 14 - Bahamas – 12 - Costa Rica – 12 - El Salvador – 11 - Trinidad e Tobago – 8 - Guatemala – 7 - Giamaica – 7 - Rep. Dominicana – 7 - Panama – 5 - Bolivia – 4 - Aruba – 3 - Curaçao – 3 | Oceania - Australia – 59 - Nuova Zelanda – 22 | Europa - Regno Unito – 1 214 - Germania – 161 - Francia – 121 - Spagna – 107 - Polonia – 72 - Irlanda – 67 - Svizzera – 63 - Paesi Bassi – 59 - Romania – 54 - Italia – 49 - Grecia – 31 - Rep. Ceca – 26 - Danimarca – 21 - Austria – 20 - Belgio – 19 - Norvegia – 17 - Svezia – 17 - Ungheria – 16 - Bulgaria – 15 - Portogallo – 11 - Finlandia – 9 - Slovacchia – 8 - Serbia – 7 - Lussemburgo – 4 - Malta – 4 - Andorra – 1 - Monaco – 1 | Africa - Egitto – 66 - Sudafrica – 54 - Marocco – 9 | Asia - Cina – 6 000 - Giappone – 1 415 - Corea del Sud – 1 080 - Turchia – 663 - Taiwan – 550 - Indonesia – 500 - Thailandia – 410 - Filippine – 401 - Arabia Saudita – 351 - Malaysia – 327 - India – 270 - Hong Kong – 147 - Emirati Arabi Uniti – 138 - Singapore – 125 - Kuwait – 89 - Vietnam – 87 - Libano – 41 - Kazakistan – 30 - Cambogia – 21 - Bahrein – 19 - Qatar – 18 - Giordania – 14 - Cipro – 11 - Oman – 11 - Azerbaigian – 4 - Brunei – 4 |

### Italia

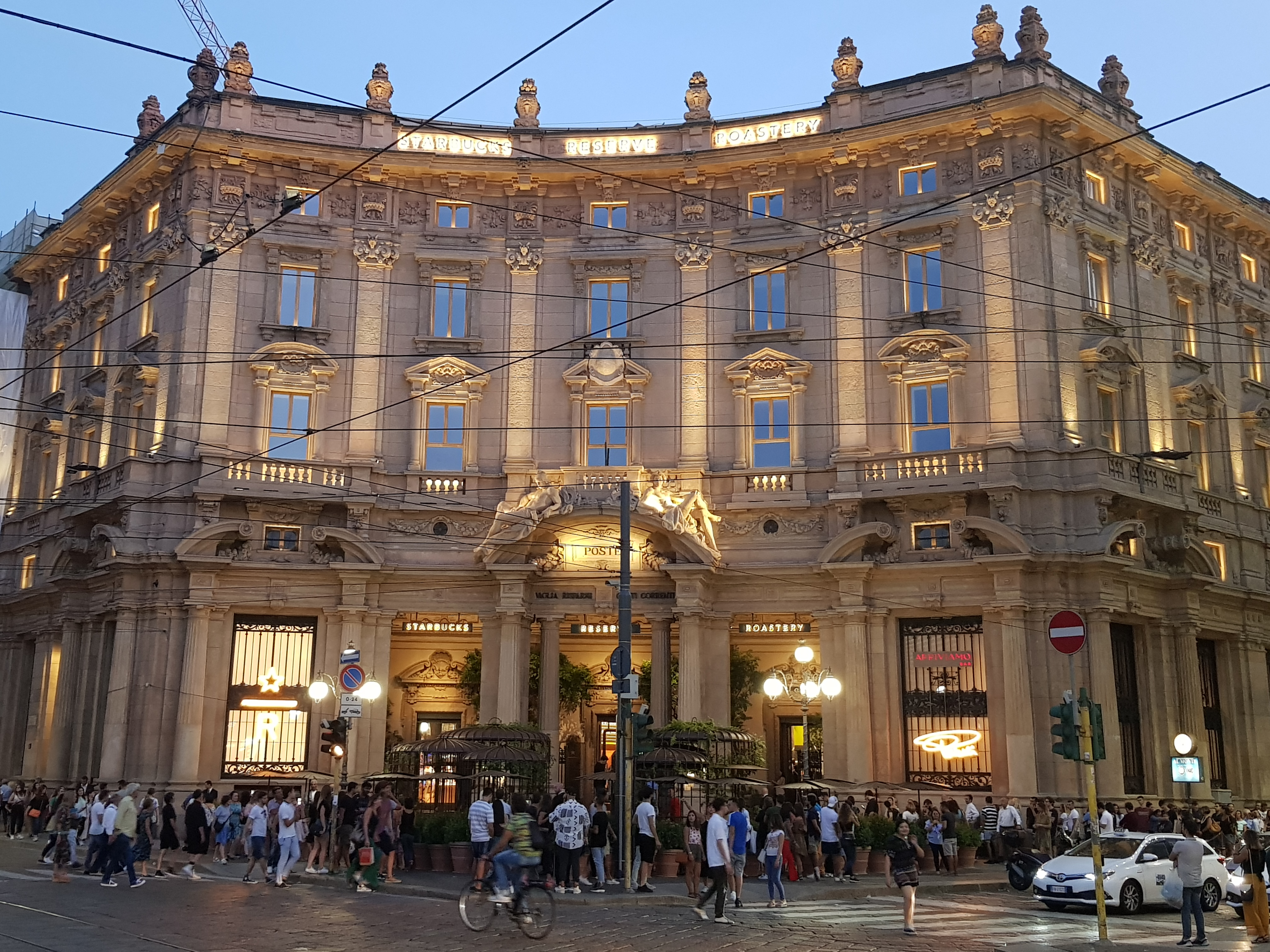
Palazzo Broggi, sede di Starbucks Reserve Roastery

Nonostante la grande diffusione mondiale, la catena non ha avuto punti vendita in Italia fino al 2018.
Howard Schultz, presidente e AD della società, riteneva che l'immagine di una caffetteria come Starbucks, che pure trae ispirazione dal modello sociale e commerciale dei caffè italiani, non avrebbe funzionato in Italia: «agli italiani non piacciono le tazze di plastica, poiché essi non considerano neanche la possibilità di prendere il caffè fuori dal bar, bevendoselo mentre camminano o guidano». Tuttavia, nell'ottobre 2015 alcuni media, tra cui il Corriere della Sera, rivelarono che Starbucks stava trattando con l'imprenditore Antonio Percassi per uno sbarco della catena nel 2016. Questa notizia è stata poi confermata direttamente al giornale milanese da Schultz, che aveva previsto aperture di caffetterie Starbucks da giugno del 2018 partendo dal capoluogo lombardo.
Il primo Starbucks fu inaugurato tra il 6 e il 7 settembre 2018 presso palazzo Broggi a Milano cui fecero seguito ulteriori aperture anche in altre città.

## Impegno sociale
Grazie all'aiuto delle associazioni Feeding America e Food Donation Collection, Starbucks dona tutto il cibo rimasto invenduto nei locali della catena, nelle località dove le associazioni sono presenti, alle persone in condizioni economiche disagiate.

## Controversie
Nel 2023 e 2024 con la guerra tra Israele e Hamas ci sono state proteste con un'accusa del sindacato americano dei baristi che denunciava i dirigenti per non aver autorizzato un messaggio di solidarietà alla Palestina e un boicottaggio nei confronti dell'azienda accusata di un presunto sostegno a Israele finanziando l'esercito israeliano, a causa di ciò nel marzo 2024 il franchise Alshaya Group (gestore delle sedi Starbucks negli stati del Medio Oriente) ha licenziato 2000 dipendenti nei locali in Nord Africa e Medio Oriente, il 13 agosto l'amministratore delegato Laxman Narasimhan si dimette dopo soli 2 anni essere stato nominato a causa del calo delle vendite e una perdita azionaria del 25% in un anno e viene messo al suo posto Brian Niccol ex CEO di Chipotle.

## Galleria d'immagini

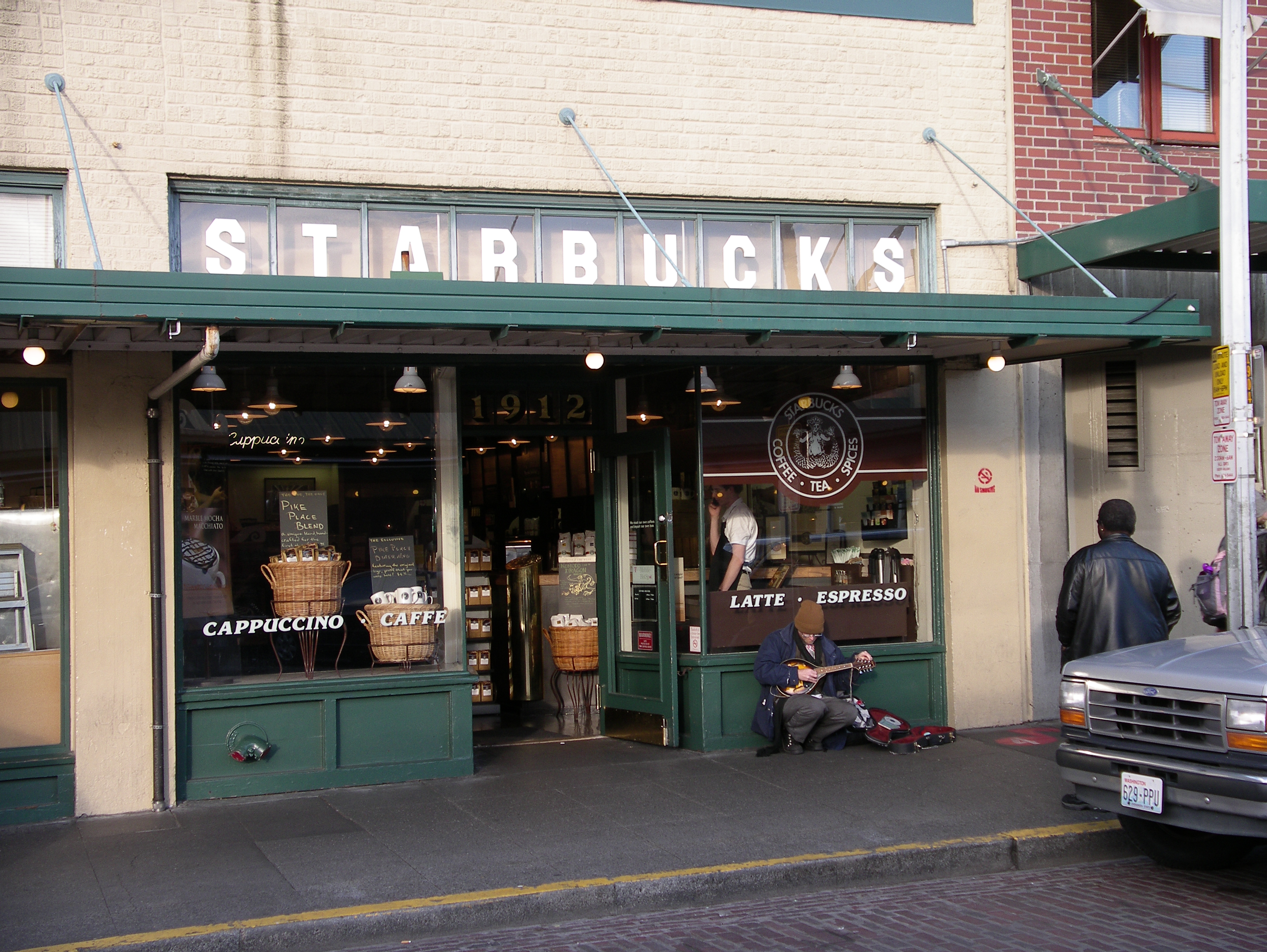
Primo Starbucks aperto (Seattle, Stati Uniti)
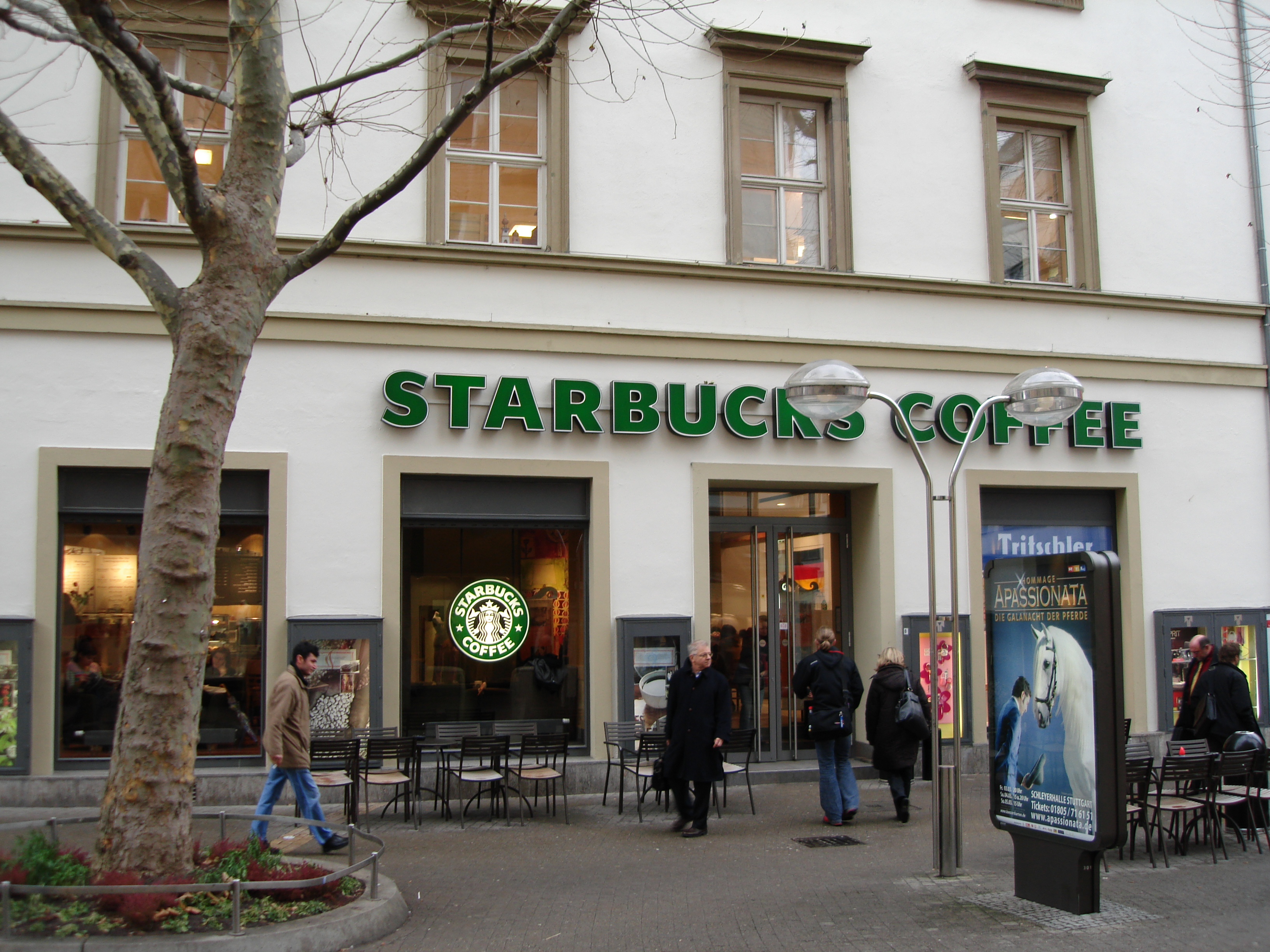
Stoccarda (Germania)
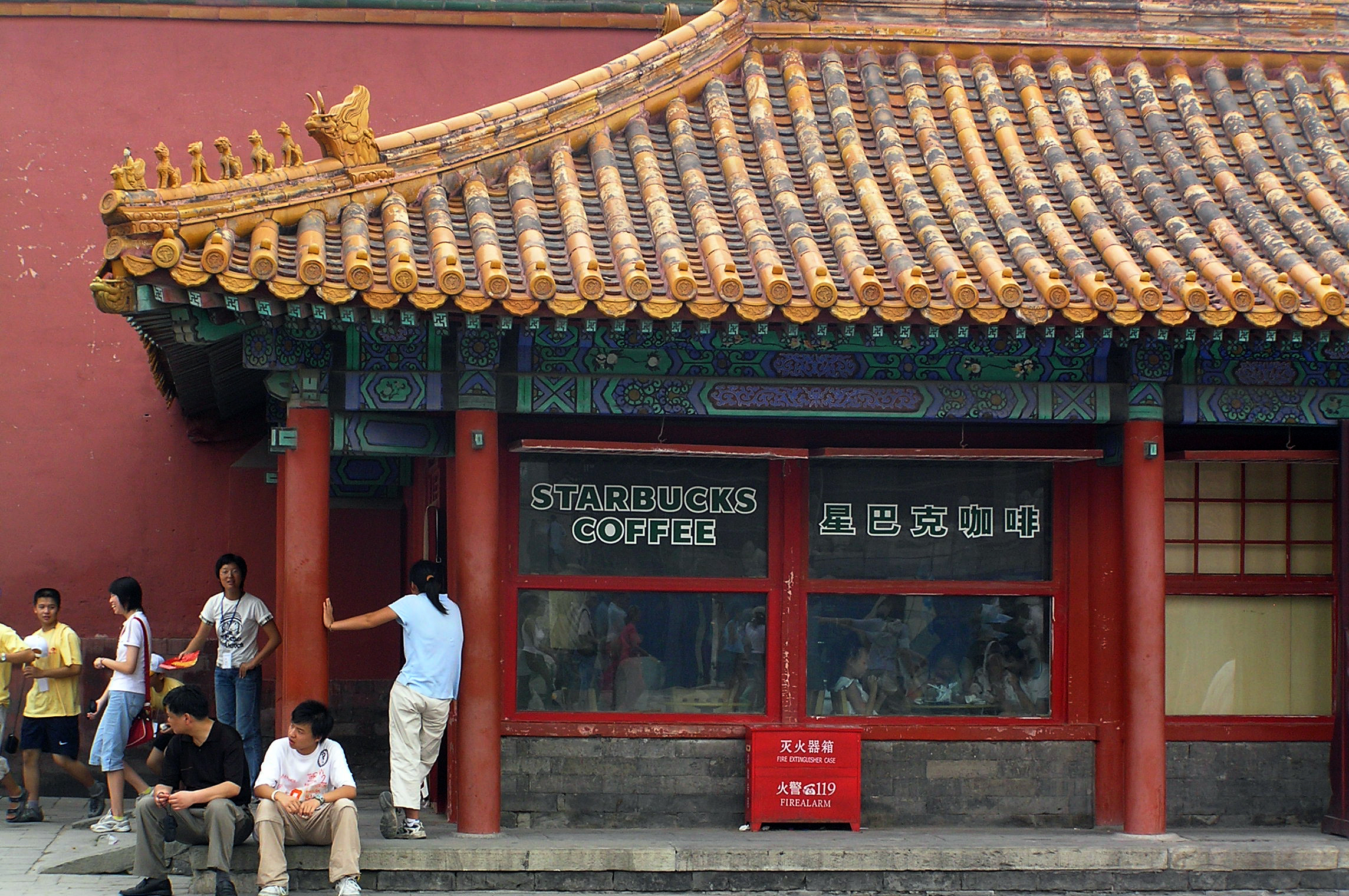
Pechino (Cina)